# Едуард Шпрангер
Едуард Шпрангер (на немски: Eduard Spranger) е германски философ и психолог. Студент на Вилхелм Дилтай, Шпрангер е роден в Берлин и умира в Тюбинген.
Приносите на Шпрангер са към теорията на личността, макар че неговите амбиции са били за една по-мащабна културология, която е очертана в основното му произведение „Форми на живот“ 
- Теоретичната чийто доминиращ интерес е намирането на истината
- Икономическата, която се интересува от това какво е полезно
- Естетическата, чиято най-голяма ценност е форма и хармония
- Социалната, чиято най-голяма ценност е любов към хората
- Политическата, чийто интерес основно е в силата